# Zygoneura mohrigi
Zygoneura mohrigi är en tvåvingeart som beskrevs av Boris Mamaev 1985. Zygoneura mohrigi ingår i släktet Zygoneura och familjen sorgmyggor. Inga underarter finns listade i Catalogue of Life.